# نائوکو ساکاموتو (بازیکن سافتبال)
نائوکو ساکاموتو (انگلیسی: Naoko Sakamoto؛ زادهٔ ۱۱ مهٔ ۱۹۸۵) بازیکن سافت‌بال اهل ژاپن است.